# Podolí (Vysočina)
Podolí (in tedesco Podolly) è un comune ceco situato nel distretto di Žďár nad Sázavou, nella regione di Vysočina.